# Litopyllus
Genre
Synonymes
- Paramyrmecion Bryant, 1940

Litopyllus est un genre d'araignées aranéomorphes de la famille des Gnaphosidae.

## Distribution
Les espèces de ce genre se rencontrent aux États-Unis, au Mexique, aux Bahamas et à Cuba.

## Liste des espèces
Selon World Spider Catalog (version 17.5, 06/11/2016) :
- Litopyllus cubanus (Bryant, 1940)
- Litopyllus realisticus (Chamberlin, 1924)
- Litopyllus temporarius Chamberlin, 1922

## Publication originale
- Chamberlin, 1922 : The North American spiders of the family Gnaphosidae. Proceedings of the Biological Society of Washington, vol. 35, p. 145-172 (texte intégral).